# Murray (fleuve)
Vous lisez un « article de qualité » labellisé en 2007.
Pour les articles homonymes, voir Murray River et Murray.
Ne doit pas être confondu avec l'autre fleuve Murray d'Australie
Le Murray (en anglais : Murray River) est un fleuve d’Australie d'une longueur de 2 530 kilomètres de sa source dans la Cordillère australienne à son embouchure dans l'océan Indien. Il longe ou traverse les deux États de Nouvelle-Galles du Sud et Victoria, puis traverse le sud-est de l'Australie-Méridionale.
Né dans les Alpes australiennes, il draine la partie sud-est du pays et se jette dans l’océan Indien près d’Adélaïde après avoir reçu l’apport de ses deux grands affluents : le Murrumbidgee et surtout le Darling. Bien qu'étant le plus long d'Australie, le fleuve présente un débit faible pour un cours d’eau de cette importance en raison des précipitations faibles sur les régions qu'il traverse et de l’utilisation massive de ses eaux par l’agriculture et les villes proches de ses rives.
Le Murray, largement présent dans la mythologie des Aborigènes (qui l'appelaient Millewa), n’a été exploré qu'au cours de la première moitié du XIXe siècle par les Européens installés dans le pays mais a joué ensuite un grand rôle dans la mise en valeur de l’Australie grâce à la navigation de nombreux bateaux à vapeur et au développement des activités agricoles. Sa faune et sa flore endémiques offrent un riche patrimoine naturel, aujourd’hui menacé par l’introduction d’espèces invasives et par la surexploitation de ses eaux.

## Étymologie
Le fleuve porte le nom du secrétaire d'État britannique aux colonies au moment de son exploration par les Européens, Sir George Murray, que lui a donné l'explorateur Charles Sturt en 1830.

## Le milieu naturel

### Géographie
Long de 2 530 kilomètres, (1 572 miles), le Murray prend sa source à Forest Hill, à quarante kilomètres au sud du Mont Kosciuszko dans les Alpes australiennes, à 1 800 mètres d'altitude et draine le versant Ouest de la plus haute chaîne de montagne du pays puis traverse les plaines intérieures décrivant de nombreux méandres, en formant la frontière entre les États du Victoria et de la Nouvelle-Galles du Sud. Son cours, d'abord orienté vers l'ouest-nord-ouest, s'incline en direction du sud (peu après sa rencontre avec le Darling) pour ses 500 derniers kilomètres à travers l'État de l'Australie-Méridionale. À son embouchure, le Murray traverse le lac Alexandrina près de la lagune le Coorong avant de se jeter dans l'océan Indien (dans l'océan Austral pour les Australiens) près de Goolwa.
Le Murray fait partie du système fluvial combiné Murray-Darling, long de 3 750 kilomètres, qui draine les terres des États de Victoria, de Nouvelle-Galles du Sud et du sud du Queensland. Le bassin hydrographique de ce système couvre une zone de 1 062 025 km2 qui représente à elle seule 13,8 % du territoire australien. Le Murray compte deux affluents principaux sur sa rive droite : le Darling, long de 2 739 kilomètres qui conflue près de Wentworth, et le Murrumbidgee, qui s'écoule sur 1 690 km avant de rejoindre le fleuve en amont de Robinvale. Il reçoit également les eaux de quelques tributaires de plus faible longueur venant de sa rive gauche : les rivières Mitta Mitta (160 km), Kiewa (100 km) et surtout Goulburn (563 km).

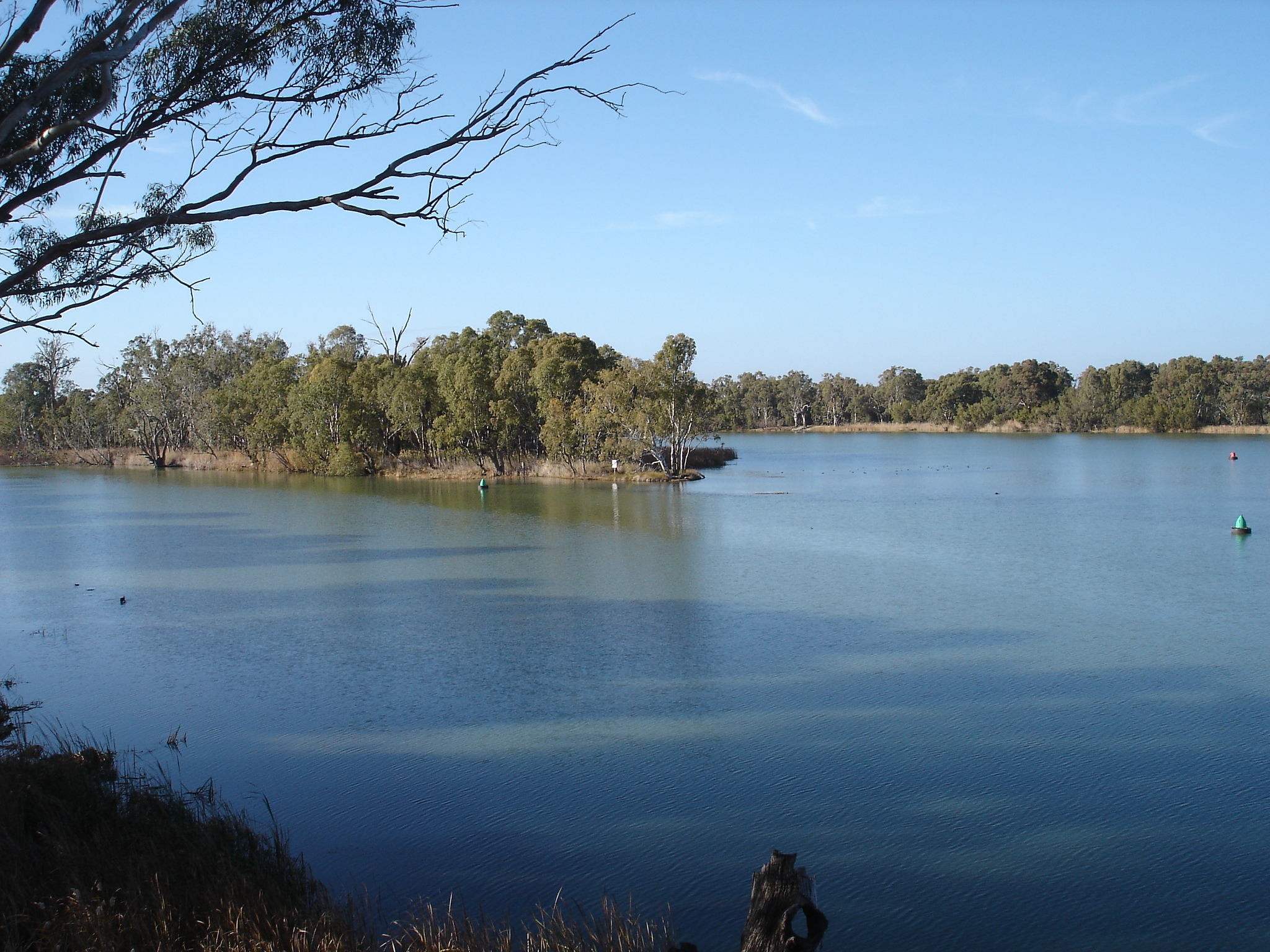
La confluence du Murray et du Darling (au premier plan) à Wentworth.

Le Murray forme une grande partie de la frontière qui sépare les États de Victoria et de Nouvelle-Galles du Sud. Il est couramment admis que la frontière est matérialisée par le niveau des plus hautes eaux sur la rive Sud du fleuve (autrement dit, le fleuve est entièrement contenu dans l'État de Nouvelle-Galles du Sud). Cette définition de la délimitation entre les deux États n'est pas sans poser de problèmes étant donné que le cours du fleuve a été légèrement modifié depuis que cette frontière a été introduite en 1851.
À l'ouest du 141e méridien est, le Murray sépare sur 3,6 kilomètres l'État de Victoria (au sud) de l'Australie-Méridionale (au nord). L'explication en est la suivante : le roi William IV décréta en 1836, par une lettre patente impériale portant création de l'État, que la frontière orientale de l'Australie-Méridionale serait le 141e méridien Est. Mais à la suite d'erreurs de mesure, les géomètres de l'époque (Tyers, Wade et White), qui ont travaillé au sud du fleuve, ont placé les bornes de repérage du 141e méridien 3,6 kilomètres plus à l'ouest que ce qu'ils auraient dû,. La frontière séparant le Victoria de l'Australie-Méridionale n'est donc pas alignée avec celle séparant la Nouvelle-Galles du Sud de l'Australie-Méridionale. De fait, c'est donc le Murray qui fait office de frontière entre les deux États sur près de 3,6 km en faisant la jonction entre les deux frontières méridiennes. Cette affaire a opposé Victoria et l'Australie-Méridionale pendant de très longues années et n'a été réglée en appel qu'en 1914 par le Conseil privé qui décida de maintenir le premier tracé, moyennant le paiement par le Victoria de £215 000 de dédommagement à l'Australie méridionale.
Après ce point, le fleuve s'écoule entièrement à l'intérieur de l'État d'Australie-Méridionale.

### Hydrologie

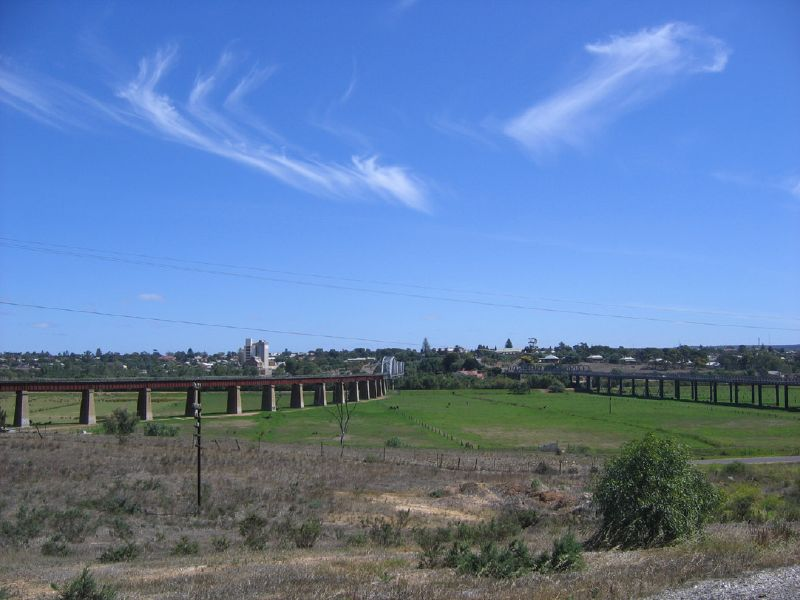
Ponts de chemin de fer (à gauche) et routier (à droite) sur le lit majeur du Murray à Murray Bridge en Australie-Méridionale près de son embouchure.

Le Murray ne transporte qu'une très faible quantité d'eau, comparativement à d'autres fleuves de taille semblable dans le monde, et avec de grandes fluctuations de débit au cours de l'année ; le module moyen est estimé à 450 m3/s après la confluence avec le Darling à Wentworth (soit un débit spécifique de 0,4 l/s et par km2, contre 6 l/s et par km2 pour l'Ob et 30 l/s et par km2 pour l'Amazone). Le chiffre annoncé dans l'article de la Britannica sur le Murray de 0,89 m3/s correspond au débit – presque inexistant – du Murray à son embouchure. Victime d'une forte évaporation, de forts prélèvements destinés aux activités agricoles et à l'alimentation de la ville d'Adélaïde, le fleuve n'apporte que très peu d'eau douce à l'océan. Cette situation alarmante conduit à l'ensablement progressif de l'estuaire, à la salinisation progressive des plans d'eau situés à son amont et à la grave perturbation d'écosystèmes fragiles. Depuis que les relevés existent, il est déjà arrivé à deux ou trois reprises que le fleuve soit complètement tari en période d'extrême sécheresse.
Le régime du Murray, de type pluvial (l'apport nival des Alpes australiennes est trop faible pour avoir une incidence sur le régime général), est complexe car le cours du fleuve traverse des milieux climatiques différents. Toutefois une constante s'impose : les précipitations se réduisent progressivement de la source à l'embouchure. À partir d'Echuca, à la même longitude que Melbourne à 180 km au nord, la hauteur annuelle descend au-dessous des 400 mm ce qui fait pénétrer le cours d'eau dans la zone semi-aride puis, à Mildura, peu avant sa confluence avec le Darling, le Murray franchit l'isohyète des 300 mm pour ne plus pratiquement quitter cette zone à la limite de l'aridité jusqu’à son embouchure. Parallèlement à cette réduction aval des précipitations, l'évaporation augmente et dépasse largement les apports fournis par les précipitations sur les régions traversées.

### Embouchure

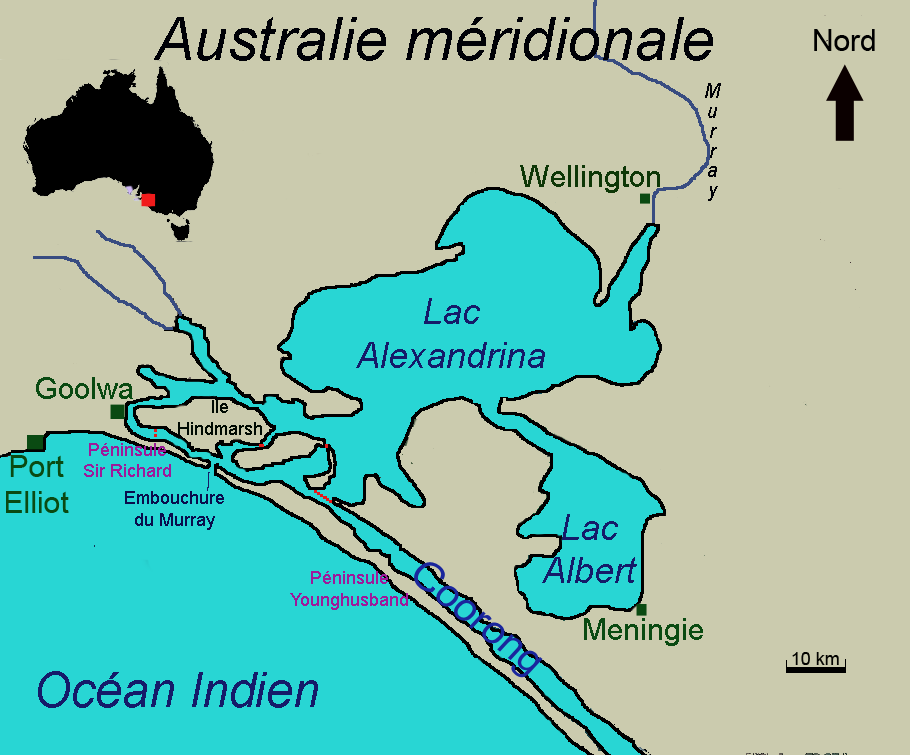
Le lac Alexandrina

Le Murray se jette dans l'océan Indien au sud de Goolwa mais son embouchure ne permet pas au fleuve de jouer un grand rôle commercial, contrairement aux espoirs des premiers explorateurs.
En effet, quand les premiers explorateurs européens sont partis à la recherche de l'embouchure du Murray, ils avaient de grands espoirs de trouver une rade adaptée à la navigation. Si tel avait été le cas, le Murray aurait pu être utilisé comme débouché et voie d'entrée naturelle des marchandises exportées et importées dans tout le bassin du Murray. Mais le premier explorateur, le capitaine Charles Sturt, tomba sur une embouchure remplie de pièges pour des bateaux qui devaient se frayer un passage vers la mer à travers des chenaux percés à grand peine par le fleuve et la mer dans le cordon littoral qui sépare la lagune Coorong de la mer.
De plus, les registres officiels indiquent que la position de ces chenaux a varié au cours de l'histoire. À l'époque où le débit du fleuve était plus puissant et où la mer était plus agitée, le cordon littoral pouvait être entaillé des deux côtés : par le fleuve qui devait se frayer un chemin vers l'océan et par l'océan qui, à marée haute ou en cas de tempête, élargissait les chenaux formés par le fleuve ou réussissait à se faire son propre chemin. De nouveaux passages étaient ainsi créés pendant que d'autres se refermaient ce qui rendait plus difficile encore le passage des bateaux.
À l'heure actuelle[évasif], le fleuve s'élargit d'abord dans une vaste étendue d'eau : le lac Alexandrina avant de se heurter à un mur formé par un chapelet d'îles réunies par des barrages. Il emprunte un chenal contournant par le Nord l'île Hindmarsh, la plus grande des îles, pour se jeter dans la mer après un dernier virage. Tous ces barrages peuvent être ouverts en cas de crue du fleuve mais sont fermés pour empêcher l'océan de remonter de plus de vingt-cinq kilomètres dans le Murray à marée haute et surtout conserver de l'eau douce dans le lac Alexandrina. Le chenal de Goolwa, long de quelques centaines de mètres est séparé de la mer par un banc de sable : la péninsule de Sir Richard.

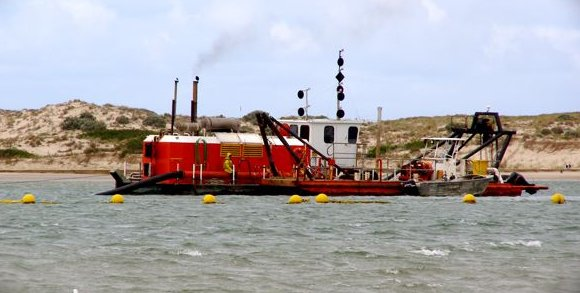
Dragage de l'estuaire du Murray vu depuis l'île d'Hindmarsh.

Il se prolonge au sud-est sur plus de cent kilomètres par la lagune Coorong séparée de l'océan par la péninsule de Younghusband.
Comme l'eau du fleuve est utilisée par les fermiers pour l'irrigation dans quatre États australiens et l'alimentation en eau de la plupart des villes le long du fleuve et d'autres villes reliées par aqueducs, il en résulte une chute du débit et un envasement de l'estuaire qui est un des signes les plus visibles de la surexploitation du fleuve. Une opération de dragage de l'embouchure a été mise en route en octobre 2002 afin de maintenir un écoulement minimum dans la mer et la lagune de Coorong. Sans ce dragage permanent, l'embouchure serait envahie de vase et finirait par se boucher, interrompant ainsi l'approvisionnement en eau de mer de la lagune, ce qui pourrait à terme provoquer son réchauffement, son croupissement et sa disparition. Au milieu de l'année 2006, par suite de l'amélioration notable de la situation, il a été décidé de réduire l'ampleur de l'opération en passant de deux machines de dragage à une seule. Un opérateur privé assure maintenant la liaison entre Goolwa et Coorong en traversant l'embouchure du fleuve.

### Histoire géologique
L'histoire géologique du fleuve qui remonte à soixante-cinq millions d'années est marquée par deux faits importants : l'existence d'un immense lac dans son actuelle région aval, le lac Bungunnia, et la formation près d'Echuca d'une faille après un mouvement de terrain, la faille de Cadell (du nom du premier explorateur qui descendit le fleuve en canot), qui a permis le développement des célèbres forêts d'eucalyptus de Barmah.

#### Le lac Bungunnia

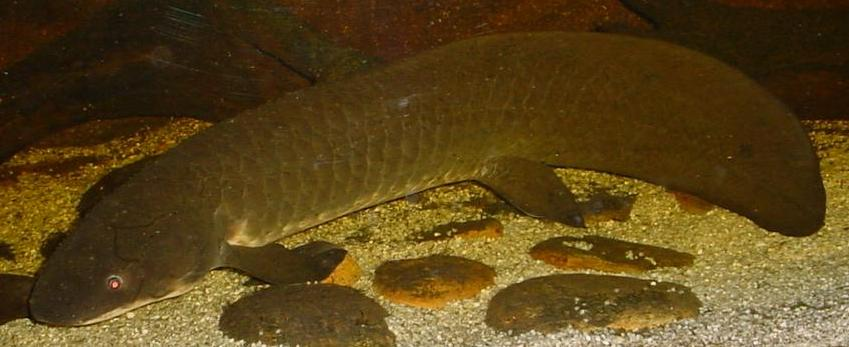
Le Neoceratodus forsteri

Durant une longue période comprise entre 2,5 et 0,6 million d'années, le cours du Murray s'achevait dans un immense lac d'eau douce (phénomène d'endoréisme), le lac « Bungunnia », aujourd'hui disparu. Ce lac s'était formé à l'issue d'un mouvement tectonique qui eut lieu voilà 2,5 millions d'années et qui bloqua l'écoulement du fleuve à proximité de la ville actuelle de Swan Reach. Lors de sa plus grande extension géographique, le lac avait une superficie de 33 000 km2, s'étendant jusqu'au lac Menindee au nord et jusqu’à « Boundary Bend » au sud. La rupture du barrage retenant l'eau, la reprise de l'écoulement et le tarissement du lac Bungunnia il y a environ 0,7 à 0,6 million d'années ont dû être des événements déterminants pour l'évolution de la flore et la faune de la région.
Les épaisses couches d'argile déposées au fond du lac sont encore visibles sur les falaises autour de Chowilla en Australie-Méridionale et sont les traces d'un haut niveau d'eau dans le lac. Des chutes de pluie très importantes ont été nécessaires pour conserver un tel niveau et le tarissement du lac Bungunnia semble correspondre à la fin d'une période humide dans l'histoire du bassin fluvial Murray-Darling et au début de conditions arides similaires à celles que l'on connaît de nos jours.
Une espèce de poisson dipneuste, le Neoceratodus forsteri, vivait dans le lac Bungunnia ; on ne le trouve aujourd'hui que dans quelques rivières du Queensland.

#### La faille de Cadell et la formation des forêts d'eucalyptus de Barmah

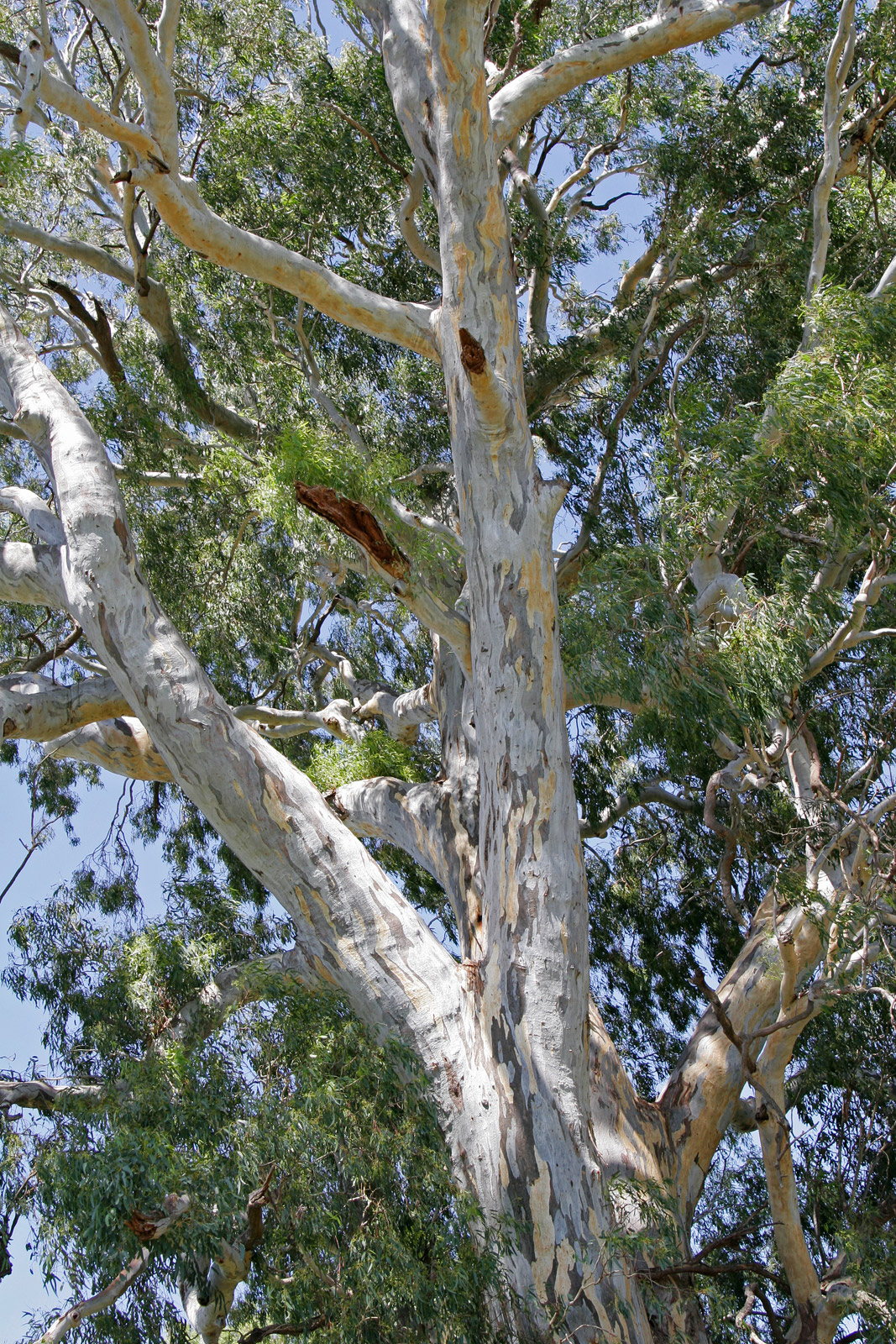
Gommier rouge

Les célèbres forêts de gommiers rouges de Barmah doivent leur existence à la faille de Cadell. Voilà environ 20 000 ans, le Murray coulait au nord d'Echuca et c'est une autre rivière, le Goulburn, qui traversait cette ville lorsqu'un mouvement de terrain, qui créa la faille de Cadell entre Deniliquin et Moama, souleva le côté ouest de la faille (orientée nord-sud) de huit à douze mètres et bloqua l'écoulement des eaux. La portion du fleuve située en aval de la faille fut asséchée. Ce chenal pratiquement à sec existe encore aujourd'hui et est connu sous le nom de Green Gully (la rigole verte). Le Murray forma un lac qui put se déverser par plusieurs exutoires : l'actuel Gulpa en fut l'un des premiers. Le Murray s'écoula aussi vers le nord en contournant la faille de Cadell, créant le bras appelé rivière Edward par où s'écoule encore de nos jours la plus grande partie des eaux du Murray qui va rejoindre l'ancien cours du Murray à Barham. Une autre partie de l'eau du Murray a réussi à passer au-dessus du barrage près de Barmah, à creuser un chenal, à s'écouler vers le sud et à rejoindre le lit de la Goulburn. Encore à l'heure actuelle, le chenal qui s'est progressivement agrandi au cours du temps présente des passages étroits : Barmah Choke (Défilé de Barmah) et The Narrows (les Goulets) – lieu où le canal est anormalement étroit. Ce bras du Murray qui a annexé la portion aval de la Goulburn va rejoindre son ancien lit bien en aval.

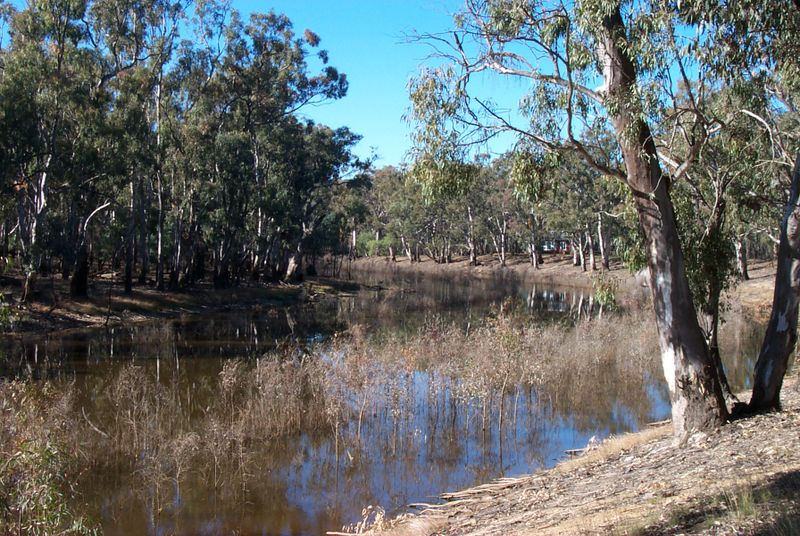
Le Murray au milieu de gommiers rouges.

Cette série d'événements complexes a eu d'importantes conséquences : alors que sur le reste de son parcours le fleuve a eu largement le temps de creuser un chenal qui peut contenir le fleuve même en périodes de hautes eaux, les nouveaux bras (l'Edward au nord, le Goulburn au sud ainsi que plusieurs petits autres bras) n'en ont pas eu le temps. En cas de hautes eaux, le fleuve sort de son lit pour s'étaler sur toutes les basses terres environnantes et de nombreuses zones peu élevées situées à proximité, offrant ainsi des conditions idéales au développement rapide des gommiers rouges, une variété d'eucalyptus. La formation des forêts de gommiers rouges de Barmah est ainsi la conséquence directe du déplacement de la faille de Cadell, il y a de cela 20 000 ans.

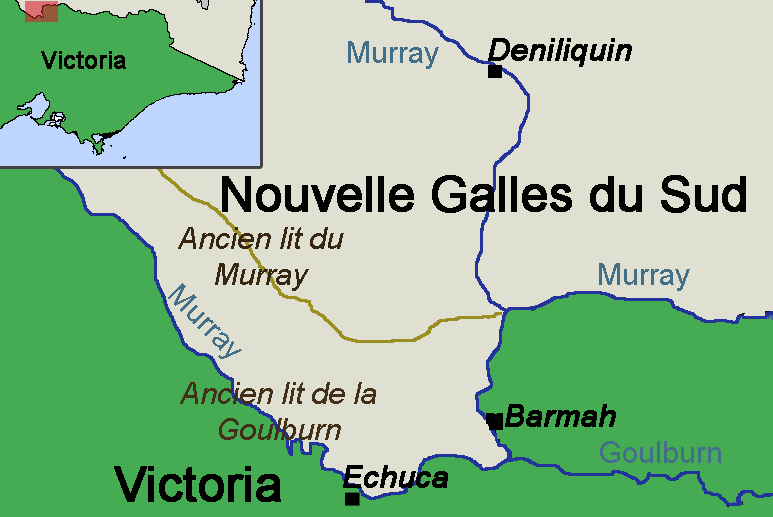
Barmah, seule ville de l'État de Victoria à avoir une portion de Nouvelle-Galles du sud... au sud

En amont, le Barmah Choke et The Narrows ne permettent qu'à une faible quantité d'eau de s'écouler dans ce bras du Murray. Il s'ensuit qu'en période d'inondation ou d'irrigation importante, la majorité de l'eau qui ne peut passer par le défilé inonde les forêts de gommiers rouges et s'évacue vers le nord, par le bras de l'Edward. Le Murray n'a pas en effet un débit suffisant pour élargir les défilés et ainsi augmenter la quantité d'eau qu'elle peut évacuer.
Autre particularité : la ville de Barmah, située dans l'État du Victoria, a une situation inhabituelle pour une ville de cette division administrative. Par suite de la boucle faite par le bras Sud du Murray, elle se trouve au nord d'une avancée de la Nouvelle-Galles du Sud, alors que toutes les autres villes (comme Echuca, l'agglomération la plus proche) du Victoria se trouvent au sud de l'État voisin comme on peut le voir sur une carte de la région. En effet, le Murray qui coule d'est en ouest au nord de Barmah va tout de suite après la ville se heurter à la faille de Cadell, changer complètement de direction pour aller vers le sud-est, passer en dessous de Barmah avant de rejoindre le lit de la Goulburn et repartir vers l'ouest. Ce Z inversé dessiné par le fleuve est à l'origine de la particularité géographique de la ville en créant une poche de Nouvelle-Galles du Sud en dessous d'une ville de l'État de Victoria.
La faille de Cadell est assez remarquable car il s'agit d'une digue en terre, continue et basse semblant former une voie pour mener à Barmah depuis l'ouest et qui peut paraître être l'œuvre de l'homme pour un œil non averti.

### Faune
Le Murray et ses affluents subviennent aux besoins d'une faune unique en son genre et adaptée à ses caprices. On y trouve notamment une grande diversité de poissons autochtones parmi lesquels la morue de Murray, la Maccullochella macquariensis, la perche dorée, la perche Macquarie, la perche argentée, le poisson-chat tandanus, l'éperlan australien et l'Hypseleotris klunzingeri ainsi que d'autres espèces aquatiques telles que la tortue du Murray, l'écrevisse de Murray ou la crevette géante d'eau douce. Mais il est également possible d'y observer des espèces communes à tout le Sud-Est de l'Australie comme la tortue à long cou, l'écrevisse commune, la crevette Parataya, le rat d'eau et l'ornithorynque. Le Murray fournit également l'eau nécessaire aux célèbres gommiers rouges poussant sur ses rives et aux forêts environnantes.
La santé du fleuve a fortement décliné depuis la colonisation européenne, notamment à cause des régulations fluviales ; de nombreuses espèces aquatiques sont désormais menacées, vulnérables ou en voie de disparition. Les récentes grandes sécheresses de 2000 à 2007 ont mis les forêts de gommiers rouges en danger, mettant en péril leur survie à long terme.
Les espèces de poissons introduites telles que la carpe, la gambusie, la loche d'étang,, la perche commune et la truite fario ont eu des incidences très négatives sur la population piscicole d'origine. La carpe a également contribué à la dégradation environnementale du fleuve et de ses affluents en détruisant la flore aquatique et en augmentant l'opacité des eaux. Certaines portions du fleuve ne sont ainsi plus habitées que par des carpes.

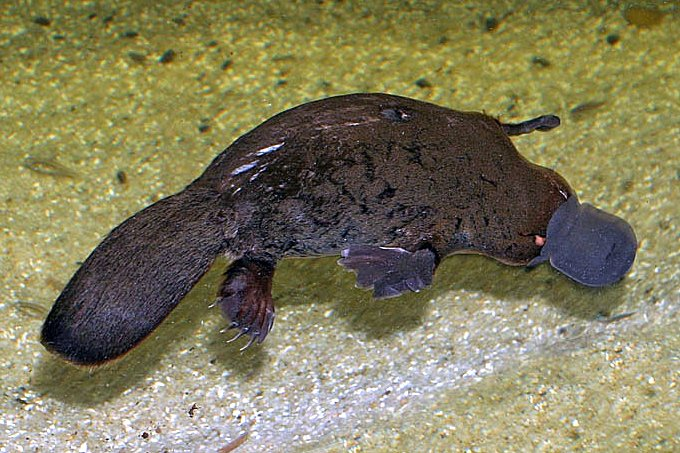
Ornithorynque
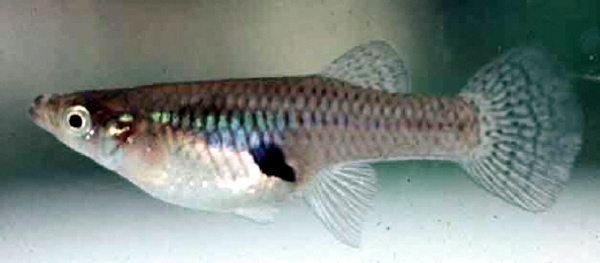
Gambusie
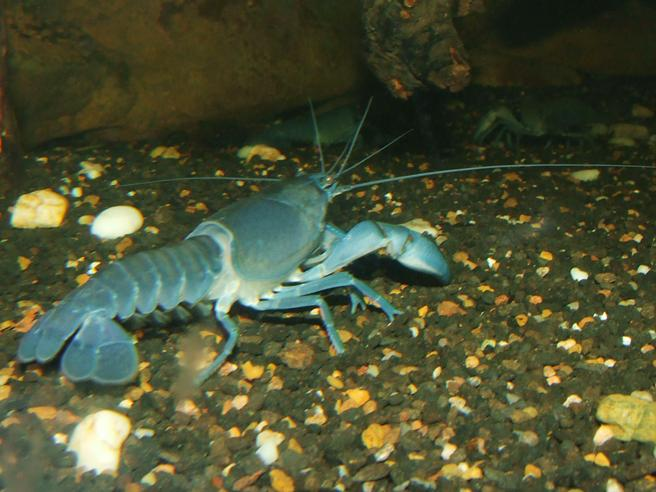
Écrevisse de Murray
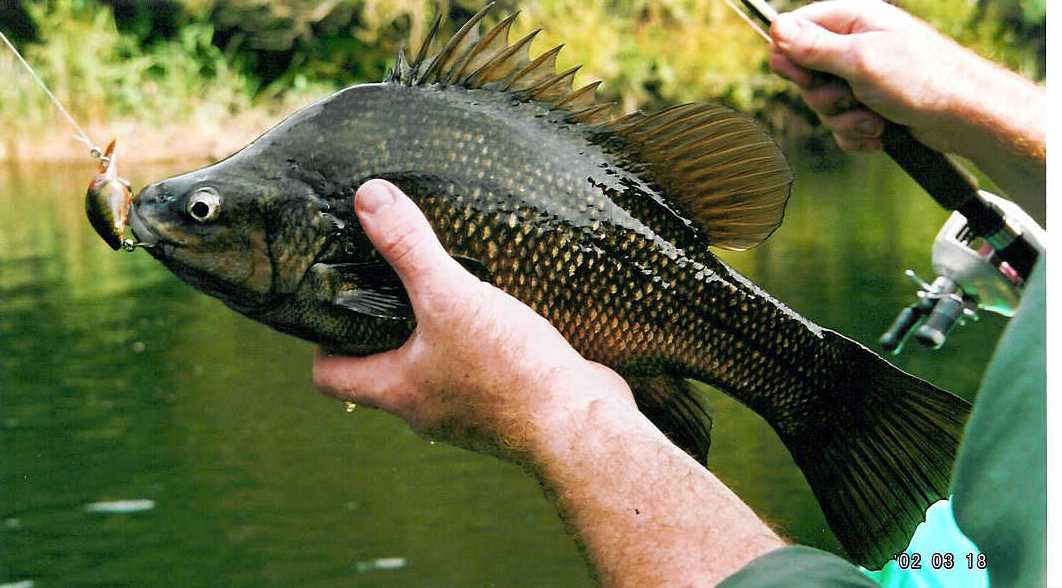
Perche Macquarie
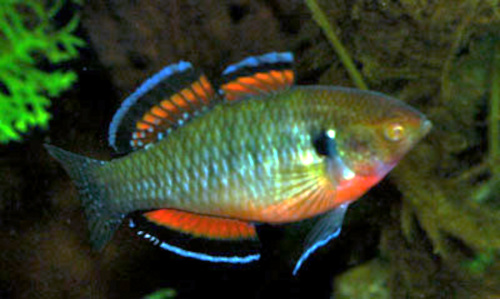
Hypseleotris

## Histoire

### Mythologie

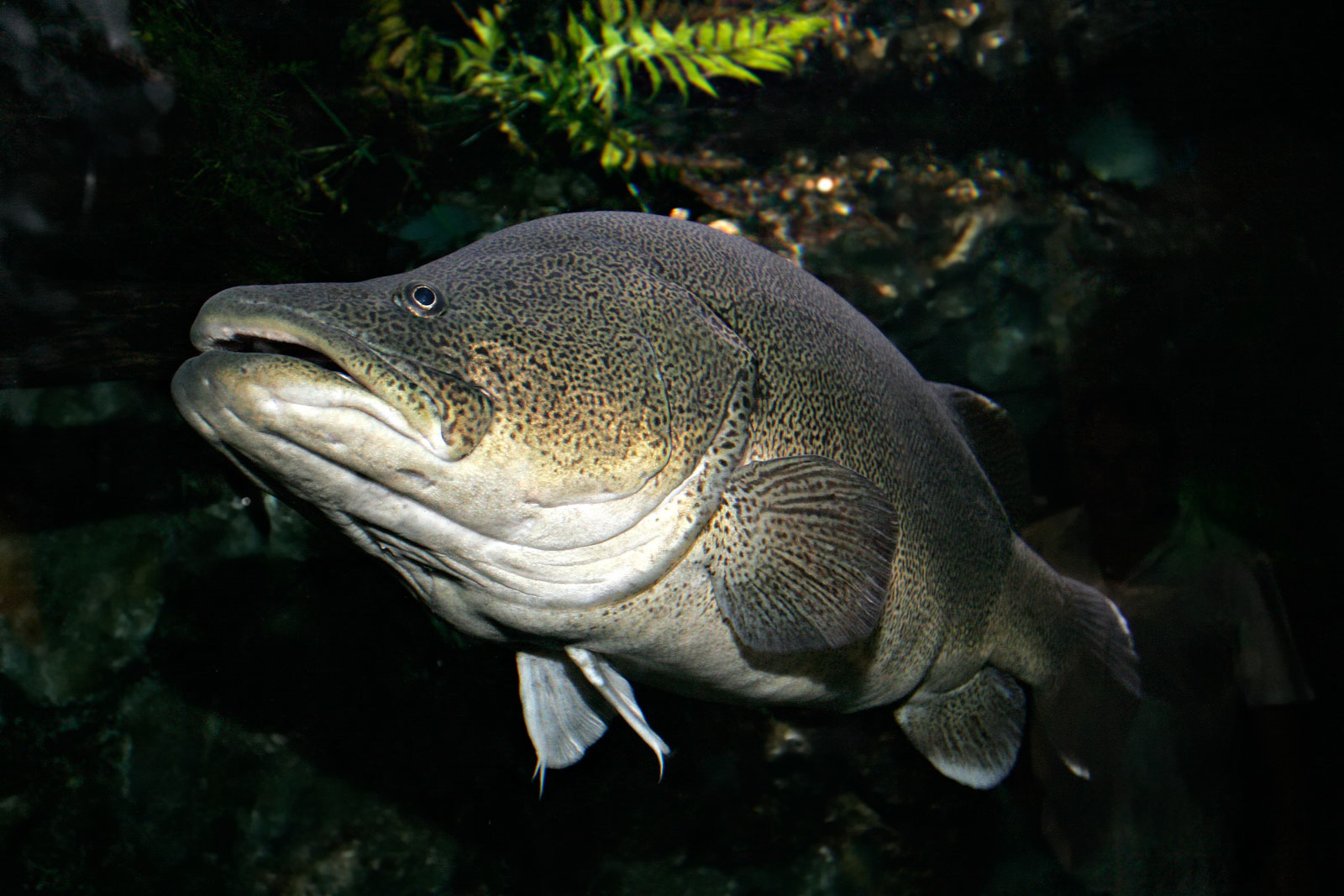
Pondi ou morue de Murray.

En tant que système fluvial majeur dans un des continents les plus secs du monde, le Murray fait partie intégrante de la culture aborigène dans laquelle il était connu sous le nom de Millewa (en fait, il s'agit du toponyme le plus répandu car étant donné la longueur du cours d'eau, des dizaines de tribus aborigènes habitaient sur ses rives et lui donnaient un nom différent).
Selon les peuples du lac Alexandrina, le fleuve aurait été créé par les empreintes laissées par le Grand Ancêtre Ngurunderi alors qu'il pourchassait Pondi, la morue de Murray. La poursuite débuta à l'intérieur de la Nouvelle-Galles du Sud. Ngurunderi poursuivit le poisson (qui est souvent représenté sous des traits humains à l'instar de nombreux totems aborigènes) sur un radeau en bois d'eucalyptus en lui décochant des flèches sans relâche. Mais Pondi était une proie rusée et creusa un labyrinthe d'affluents. Ngurunderi fut contraint d'accoster avec son radeau et d'en construire souvent de nouveaux à chaque traversée des affluents. À Kobathatang, la chance tourna et Ngurunderi réussit finalement à toucher Pondi à la queue avec une de ses flèches. Cependant, la secousse fut si grande qu'elle propulsa le poisson jusqu’à Peindjalang, près de Tailem Bend. Voulant rectifier son erreur, le chasseur et ses deux femmes (deux sœurs, parfois épouses de Waku et Kanu) se dépêchèrent et prirent position sur la falaise de Tailem Bend. Ils tendirent une embuscade à Pondi qui échoua à nouveau. Ngurunderi se remit en chasse mais perdit sa trace quand Pondi plongea dans le lac Alexandrina. Ngurunderi s'installa alors avec ses femmes sur les rives du lac mais la pêche ne fut pas fructueuse à cause de l'attaque d'un monstre aquatique connu sous le nom de Muldjewangk. Ils changèrent alors d'endroit et s'installèrent près d'Ashville. Les deux sommets du Mont Misery sont censés être les vestiges de ses radeaux. Ils sont connus sous le nom de Lalangengall ou de Two Watercraft (littéralement, les « deux bateaux »).
Étonnamment, cette histoire de chasseur qui creusa le lit du fleuve à la poursuite d'une morue de Murray persiste sous de nombreuses formes dans les groupes linguistiques différents peuplant la vaste zone bordant les rives du Murray. Le peuple Wotojobaluk du Victoria évoque notamment un certain Totyerguil des environs de Swan Hill qui vint à court de flèches alors qu'il chassait la morue Otchtout.

### Exploration européenne

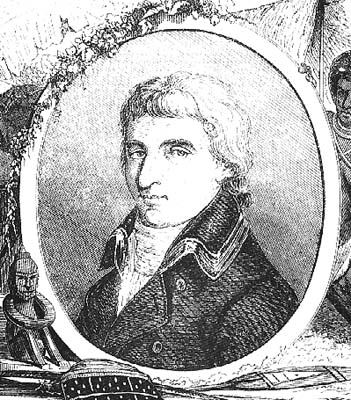
Nicolas Baudin.

L'existence du Murray fut supposée bien avant son exploration effective par les Européens. À la fin du XVIIIe siècle, en effet, leur connaissance de la côte orientale de ce que l'on appelle aujourd'hui l'Australie augmenta rapidement grâce à plusieurs expéditions maritimes anglaises ou françaises et à l'établissement d'une colonie pénitentiaire à Botany Bay. Dès lors, ils remarquèrent que ce long littoral sur l'océan Pacifique était tout aussi dépourvu d'embouchures importantes que les rivages continus sommairement cartographiés par les Hollandais depuis deux siècles au nord et à l'ouest, face à l'actuelle Indonésie et à l'océan Indien. Pour l'expliquer, et forts de la découverte de l'archipel néo-zélandais, laquelle discréditait la croyance en l'existence d'un vaste continent austral d'un seul tenant, les géographes soutinrent l'hypothèse d'un bras de mer courant entre le fond du golfe de Carpentarie et les terres jamais visitées situées entre le cap Leeuwin à l'ouest et la Terre de Diémen, soit l'actuelle Tasmanie, à l'est. Selon ce schéma, un long détroit divisait donc en deux îles de taille semblable le vaste ensemble mythique jusqu'alors appelé Terra Australis et recevait les eaux de leurs principaux cours d'eau, en tout cas ceux du bloc oriental, car de l'autre côté la Swan était déjà connue. Ainsi, on imagina très tôt qu'une grande rivière plus ou moins parallèle à l'équateur courait d'est en ouest puis se jetait dans un plan d'eau communiquant avec la côte sud.

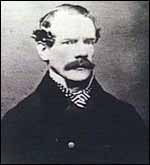
Francis Cadell

Bientôt, la concurrence entre puissances européennes ayant été réactivée par la Révolution française, la reconnaissance de cette côte inconnue censée être arrosée par un fleuve capable de fournir de l'eau potable en abondance dans une région tropicale par ailleurs aride devint un enjeu géostratégique d'importance : elle laissait entrevoir la possibilité d'un contrôle maritime d'une vaste partie du globe terrestre à partir d'une nouvelle colonie qui servirait de lieu d'escale. Napoléon initia donc un voyage d'exploration scientifique en vue de dresser un plan de la zone et de trouver le débouché du détroit ou du cours d'eau. Mais l'expédition vers les Terres Australes partie du Havre sous le commandement de Nicolas Baudin en octobre 1800 dut conclure à l'absence de toute embouchure : elle fut divertie par une rencontre inattendue avec Matthew Flinders dans la baie de la Rencontre, à seulement quelques kilomètres de l'entrée du lac Alexandrina, qu'aucun des explorateurs ne remarqua.
Dès lors, les premiers Européens à explorer le Murray furent Hamilton Hume et William Hovell qui, en 1824, le traversèrent au niveau de l'actuelle Albury : ils le nommèrent Hume River en l'honneur du père du premier. En 1830, le capitaine Charles Sturt atteignit le fleuve en descendant le cours d'un affluent, le Murrumbidgee, et le nomma Murray River en l'honneur de Sir George Murray, le secrétaire d'État britannique aux colonies depuis 1828, sans se rendre compte qu'il s'agissait en fait du même fleuve exploré précédemment par Hume et Hovell. Sturt longea le reste du fleuve jusqu’à atteindre le lac Alexandrina et l'embouchure du fleuve. Cette dernière fut explorée plus minutieusement par Collet Barker en 1831. En 1852, Francis Cadell construisit un canoë et devint le premier Européen à descendre le fleuve dans sa totalité.
En 1856 et 1857, le zoologiste du Gouvernement, William Blandowski, en compagnie de Gerard Krefft, explora les abords des fleuves Murray et Darling et dressa une liste des différents oiseaux et mammifères qui s'y trouvent. Au cours de leur expédition, ils ont recueilli 17 400 spécimens et ont identifié un grand nombre de nouvelles espèces.

### Transport fluvial

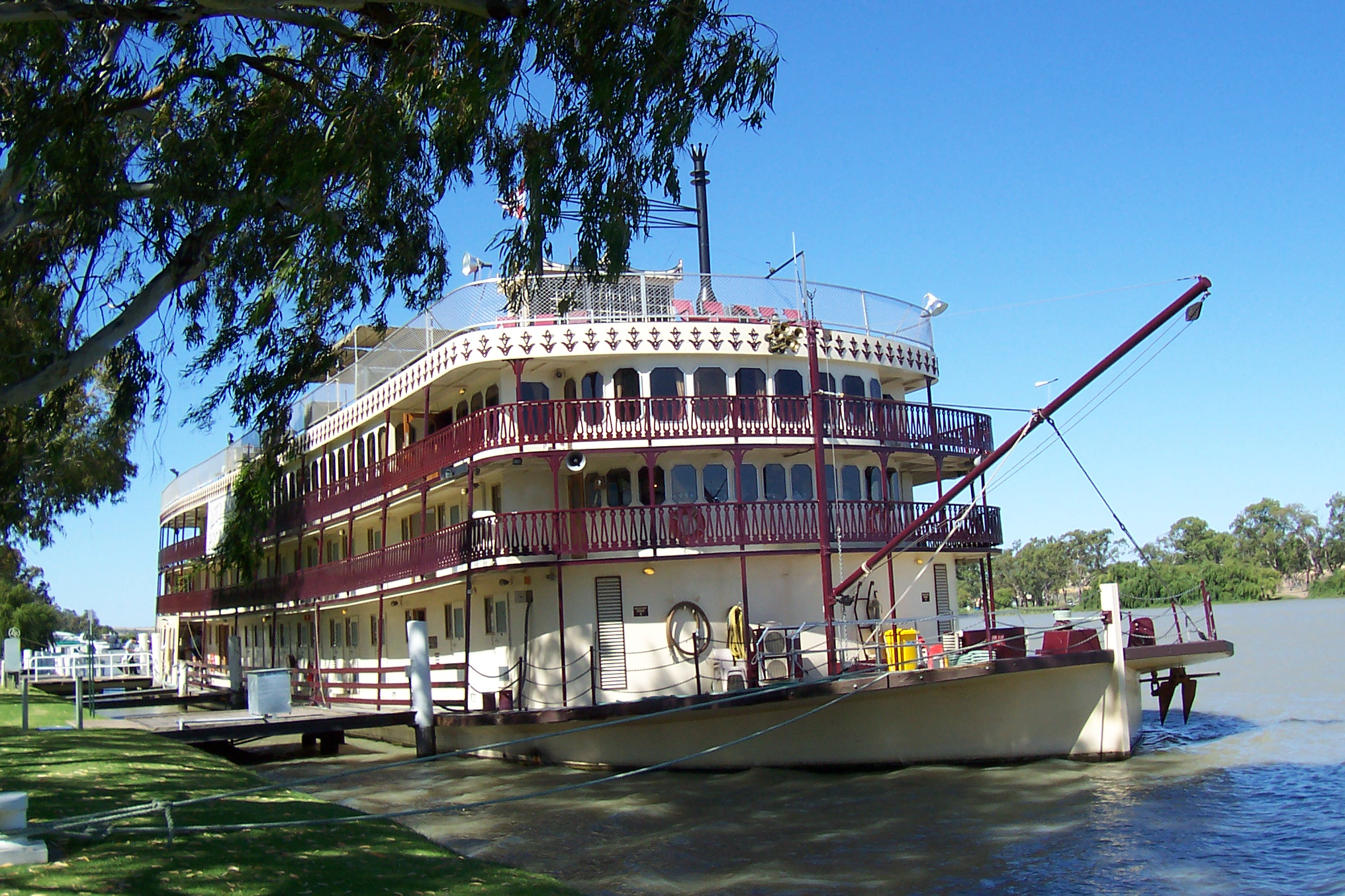
Le Murray Princess, le plus gros bateau à aubes en opération sur le Murray.

La mauvaise qualité de l'estuaire empêche tout bateau d'entrer dans le Murray à partir de la mer. Cependant, au XIXe siècle, le fleuve fut le lieu d'un important trafic commercial qui utilisa les bateaux à vapeur à fond plat. Les premiers voyages ont été effectués par deux navires de l'Australie Méridionale lors de la crue printanière de 1853. L'un d'eux, le Lady Augusta, atteignit Swan Hill pendant que l'autre, le Mary Ann, se dirigea sur Moama (près d'Echuca). En 1855, un bateau à vapeur transportant du minerai d'or atteignit Albury alors que les embarcations avaient l'habitude de faire demi-tour à Echuca. Seuls les petits bateaux reliaient les villes plus en amont telles que Tocumwal, Wahgunyah et Albury.
L'arrivée des transports à vapeur fut bien accueillie par les éleveurs qui souffraient d'une pénurie de transport due à la concurrence liée aux grands besoins des gisements d'or. En 1860, 17 bateaux à vapeur naviguaient pendant les hautes eaux sur le fleuve Murray et ses affluents. Avec l'arrivée du chemin de fer à Echuca en 1864, l'essentiel des ballots de laine en provenance de Riverina fut transporté par le fleuve jusqu’à Echuca puis acheminé par train jusqu’à Melbourne. Le fleuve Murray était alors infesté de « chicots », des arbres tombés à l'eau. Des efforts considérables ont été faits pour maintenir le trafic fluvial en utilisant des barges équipées de leviers à vapeur pour dégager les chicots et rétablir la navigabilité du fleuve. Ces derniers temps, des efforts ont été faits pour restaurer plusieurs de ces chicots en plaçant à nouveau des gommiers morts dans le fleuve. L'objectif principal est de rétablir un habitat propice à la reproduction de plusieurs espèces de poissons.

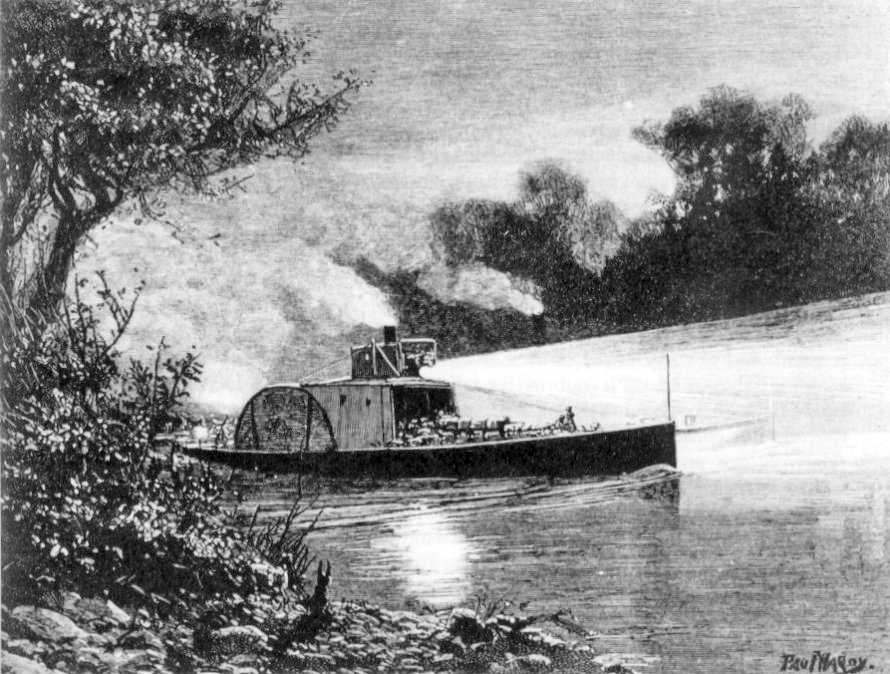
Gravure d'un bateau à vapeur sur le Murray de nuit, vers 1880.

La quantité et la qualité du commerce fluvial ont fait d'Echuca le second port de l'État de Victoria, lequel a connu un important développement dans les années 1870. À cette époque, près d'une trentaine de bateaux à vapeur et un nombre équivalent de barges étaient en opération sur le fleuve en haute saison. Le trafic fluvial commença à décliner au fur et à mesure que le chemin de fer desservait les villes situées le long du fleuve. Le niveau capricieux du fleuve a fini d'achever le transport fluvial qui n'a pu rivaliser ni avec le rail ni, plus tard, avec le transport routier.
Le fleuve continue toutefois d'être emprunté par des bateaux de plaisance. À l'heure actuelle, la majorité du trafic est liée aux activités de loisirs comme le ski nautique ou la pêche. Les maisons péniches y sont courantes que ce soit comme logement permanent ou à la location. Il y a également un grand nombre de vieux bateaux à aubes ainsi que des navires plus récents qui proposent des croisières pouvant durer d'une demi-heure à cinq jours.

### Événements extrêmes
Le Murray a connu les plus importantes inondations de son histoire en 1956, sans faire de victime.

## Aménagements et menaces sur le fleuve

### Ponts et traversées

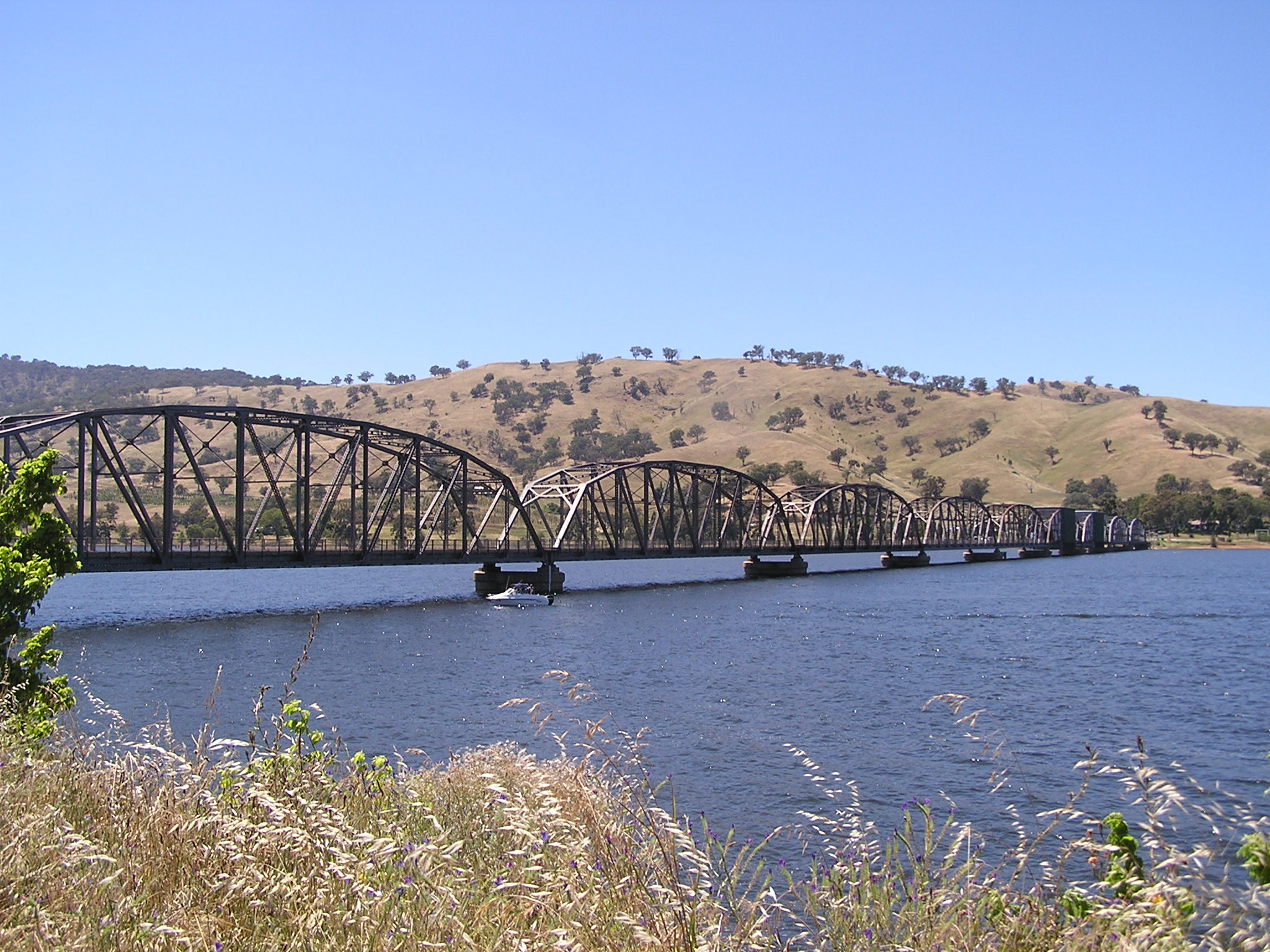
Le Murray et le pont Bethanga.

Pour permettre aux bateaux de naviguer sur le fleuve même en période d'inondation, il est nécessaire d'avoir une voie large et dégagée. Si l'on considère en plus la faible densité de population et la faible circulation qui en résulte en Australie-Méridionale, on peut comprendre le nombre peu élevé de ponts dans cet État. La plupart des traversées s'effectuent grâce à des trailles, des bacs ou des ferrys qui traversent le long d'un câble tendu entre les deux berges. Ces trailles sont gérées par le Département des Transports de l'Australie-Méridionale et sont gratuites, tout comme les ponts.
Le fleuve matérialise non seulement la frontière entre les États actuels de Victoria et de Nouvelle-Galles du Sud mais également entre les anciennes colonies et leurs postes de douane. De ce fait, on retrouve bien souvent une ville de chaque côté du Murray.
Par ailleurs, la plupart des ponts en aval d'Echuca sont des ponts basculants afin de permettre le trafic des bateaux à aubes et ce quelle que soit la hauteur du fleuve.
Tous les ponts sont de la responsabilité des deux États à l'exception des ponts de Hume, Newell et Sturt qui sont sous la juridiction du Gouvernement Fédéral.

### Écluses

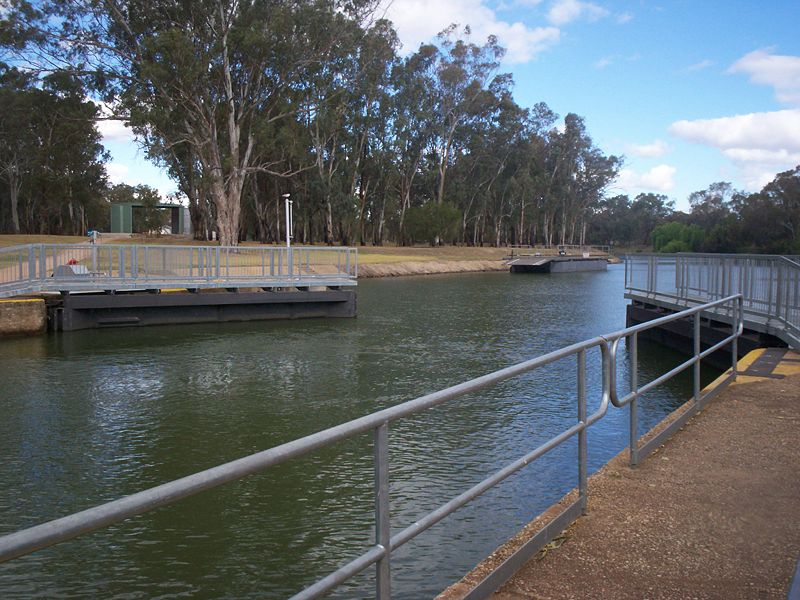
L'écluse no 11 près de Mildura.

Pour permettre une navigation toute l'année sur le fleuve, les différents gouvernements de la région entreprirent de faire construire vingt-six barrages et écluses sur le cours d'eau pour permettre un tirant d'eau permanent de 3,10 mètres sur toute la longueur navigable du fleuve. Le premier ensemble fut achevé près de Blanchetown en 1922. Mais seuls treize furent construits : les ensembles un à onze sur la portion en aval de Mildura (ce qui permet de rendre le fleuve navigable sur ses 930 derniers kilomètres entre l'océan et la ville de Nangiloc), le numéro quinze à Robinvale (le dernier à être construit, achevé en 1937) et le numéro vingt-six à Torrumbarry. La construction des ensembles restants (douze à quatorze et seize à vingt-cinq) fut définitivement abandonnée en 1934 par suite du déclin du trafic fluvial concurrencé par le rail.
Chaque écluse est associée à un barrage chargé de maintenir constant le niveau d'eau du fleuve en amont. Ceci est rendu possible par des panneaux mobiles qui restent fermés en cas de faible débit et qui sont plus ou moins ouverts lorsque le débit est trop fort pour passer par le seul sas de passage. En cas d'inondation, tous les panneaux peuvent être ouverts et l'ouvrage immergé.
L'écluse numéro onze et le barrage associé, au niveau de Mildura, créent dans le bief amont une retenue longue de cent kilomètres aidant à l'irrigation des champs de Mildura et Red Cliffs. Ils ont la particularité d'être construits sur une boucle du fleuve : le barrage, haut de sept mètres et long de 61,5 mètres a coupé le cours du fleuve à l'entrée de la boucle et l'écluse a été construite sur un canal formant la corde de la boucle de sorte que l'ensemble a isolé une île entre fleuve et canal. Le barrage a aussi une autre particularité : il est formé de vingt-quatre portes mobiles pesant chacune onze tonnes qui peuvent être retirées du cours du fleuve en cas d'inondation et entreposées dans l'île.

### Barrages

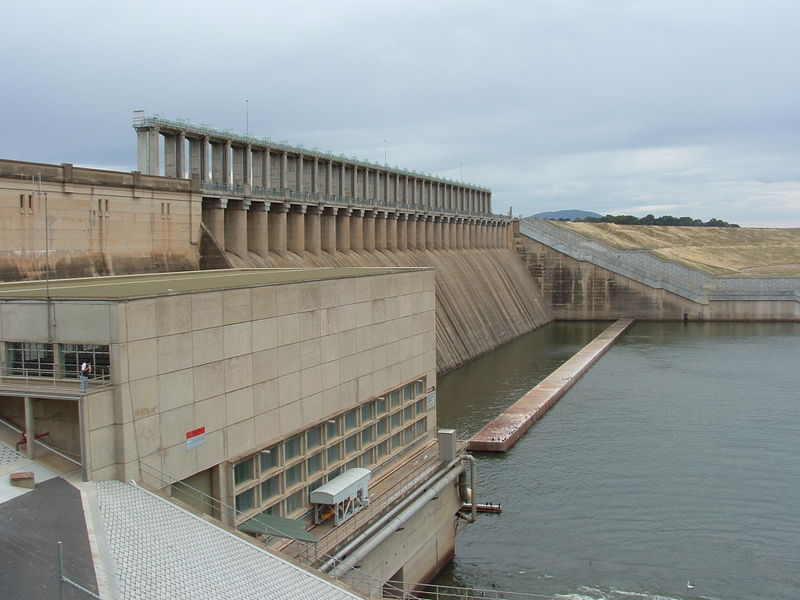
Le barrage du lac Hume au confluent du Murray et de la rivière Mitta Mitta.

Quatre grandes retenues d'eau ont été construites le long du Murray : les lacs artificiels Victoria (terminé à la fin des années 1920), Hume près d'Albury-Wodonga (fini en 1936), Mulwala à Yarrawonga (achevé en 1939) et Dartmouth (mis en service en 1979) qui se trouve en fait sur la rivière Mitta Mitta en amont du lac Hume. Le Murray reçoit également une grande partie des eaux de la Snowy River, une rivière située sur le versant est des Alpes australiennes et qui se jette très rapidement dans le Pacifique à Marlo, dans l'État de Victoria. Dans les années 1950 ont été construits des barrages, des canaux et un aqueduc souterrain passant sous la montagne qui obligeaient 99 % de l'eau à passer sur l'autre versant en permettant ainsi d'augmenter le débit du Murray. Mais les protestations des habitants du versant est ont conduit à ramener ce pourcentage à 72 %.

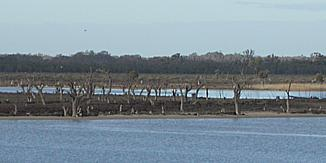
Cimetière d'eucalyptus sur les berges du Murray, près de Berri.

Ces barrages ont complètement bouleversé le comportement normal du fleuve au niveau de l'écoulement. On est ainsi passé de hautes eaux en hiver et au printemps et de basses eaux en été et en automne à de basses eaux en hiver et de hautes eaux en été. Ces changements ont permis d'avoir de l'eau à disposition pour l'irrigation, faisant ainsi de la vallée du Murray la région agricole la plus productive d'Australie. Mais ils ont sérieusement perturbé les cycles naturels de beaucoup d'écosystèmes que ce soit dans ou en dehors du fleuve. L'irrigation a par ailleurs conduit à la salinisation des terres qui menace aujourd'hui l'agriculture.
La perturbation du rythme fluvial, les rejets de l'agriculture et l'introduction d'espèces parasites comme la carpe européenne ont causé de sérieux dégâts à l'environnement tout le long du fleuve. Se pose également le problème de la salinité trop importante du fleuve, le rendant inutilisable à moyen ou long terme, ce qui est préoccupant quand on sait que le Murray fournit 40 % de l'approvisionnement en eau domestique d'Adelaïde. Des efforts ont été faits pour réduire les problèmes mais ils se heurtent aux intérêts divergents de plusieurs groupes d'intérêt.

### Stockage d'eau et irrigation

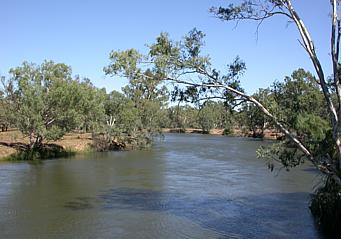
Un bras du Murray, près d'Howlong.

De mini usines de pompage ont commencé à puiser l'eau du fleuve dans les années 1870, bien avant que la première grosse usine ne voit le jour à Mildura en 1887. L'implantation de stations de pompage le long du fleuve a permis l'essor de l'agriculture et mené au développement de zones d'irrigation. En 1915, les trois États concernés par le fleuve Murray (la Nouvelle-Galles du Sud, le Victoria et l'Australie-Méridionale) ont signé l'Accord du fleuve Murray qui prévoyait la construction de réservoirs de stockage au niveau de la source et au niveau du lac Victoria. Une série d'écluses et de barrages ont été construits pour faciliter la navigation quel que soit le niveau du fleuve.
En 2006, le gouvernement de l'État d'Australie Méridionale a fait part de son intention d'entamer les études en vue de la construction du controversé barrage de Wellington.

### Agriculture

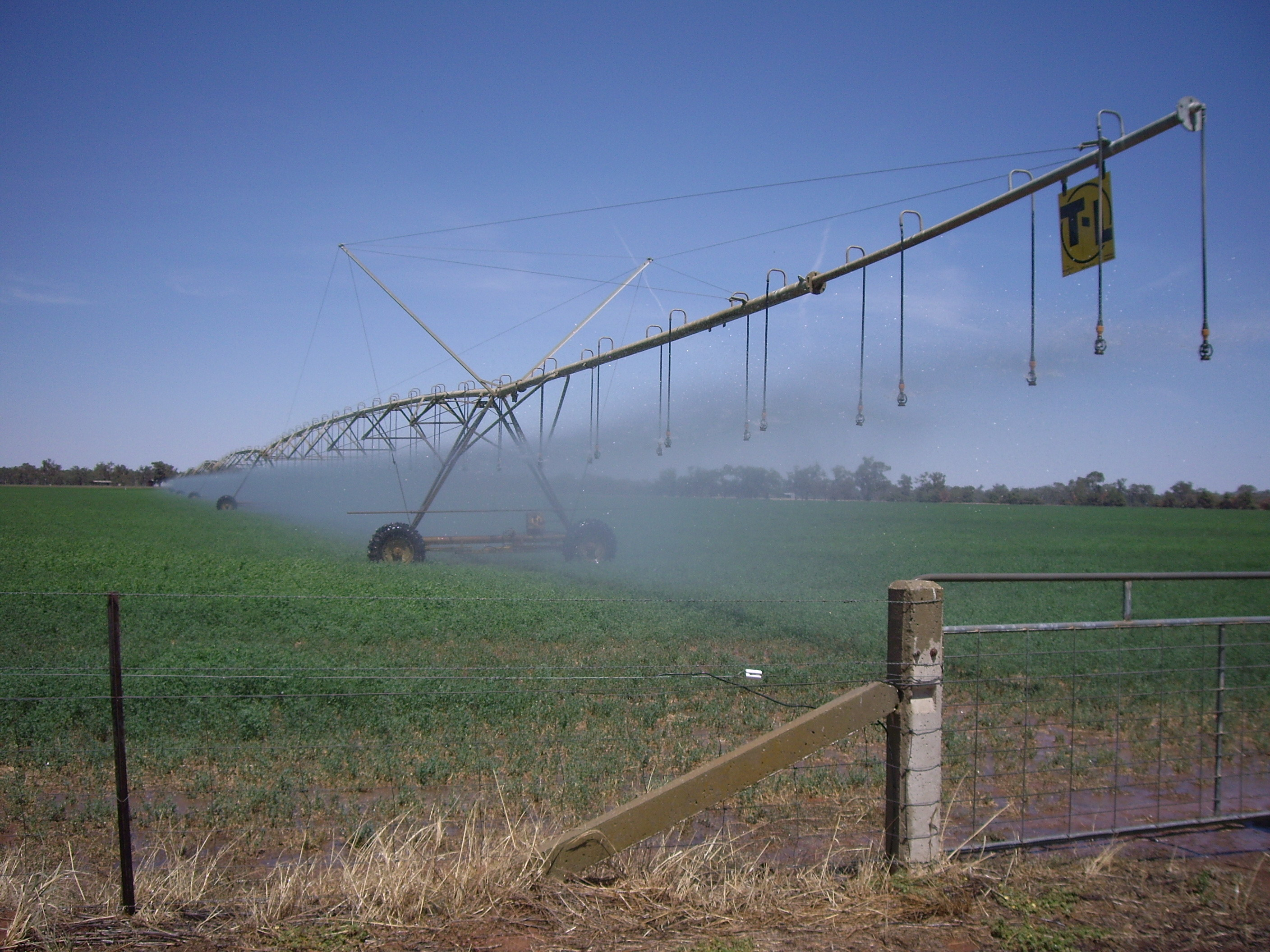
Irrigation aérienne dans la Riverina.

Le bassin du Murray (appelé plus communément « bassin Murray-Darling » en raison de l’importance de cet affluent) et plus particulièrement la Riverina, au sud de la Nouvelle-Galles du Sud, a une activité largement dominée par l’agriculture. Il est considéré comme le cœur agricole (food basket) du pays assurant 51 % de la production du pays en valeur (soit 8,1 milliards sur un total de 15,9 milliards de dollars australiens). La diversité des conditions climatiques permet de retrouver une grande variété de productions animales et végétales dont une majeure partie est transformée par des entreprises agro-alimentaires locales.
Les productions animales sont dominées par l’élevage des bovins et des ovins pour la viande et la laine avec l'élevage de moutons mérinos dont la nourriture est produite sur place (luzerne, trèfle, etc). D’autres espèces animales sont également élevées : porcs, chèvres, volailles, chevaux mais également des cerfs, autruches et alpagas. Les productions céréalières concernent le blé, l’orge et secondairement l’avoine, le seigle et le sarrasin et couvrent une superficie de 7,8 millions d’hectares. Le bassin Murray-Darling s’est spécialisé dans la culture du riz dont la quasi-totalité est produite dans cet espace sur 2 000 exploitations (1,6 M de tonnes annuelles) mais également dans celle du coton (93 % de la production australienne sur environ 500 000 hectares), autre plante gourmande en eau. Toutefois cette activité est menacée par la concurrence des pays à moindres coûts salariaux et les disponibilités réduites en eau. Les producteurs cherchent à maintenir leurs cultures en adoptant des plants donnant des rendements plus élevés et exigeant moins d'eau ou tentent de se reconvertir dans des produits à plus forte valeur ajoutée (agneau de boucherie, vin, colza).

### Un environnement menacé

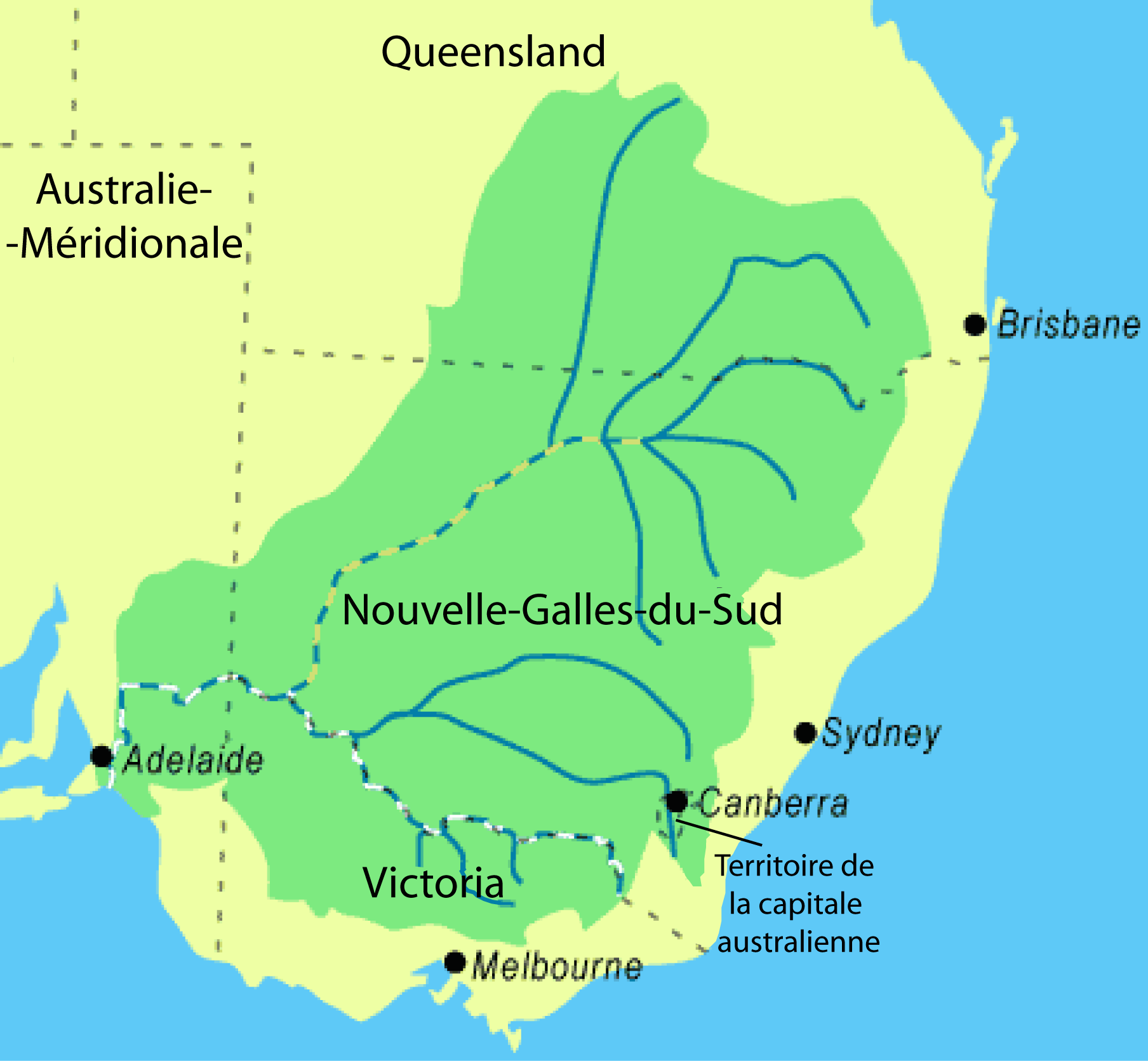
Le bassin du Murray-Darling.

Le bassin Murray-Darling est aujourd’hui gravement menacé par les activités humaines. Vaste espace géographique de plus d’un million de kilomètres carrés, il apparaît comme une zone relativement humide dans un pays où l’eau est considérée comme une ressource rare et précieuse (64 % de la superficie de l’Australie est affectée par l’endoréisme, les cours d'eau se perdant dans des cuvettes intérieures). Baignant pour l’essentiel dans un climat tempéré caractérisé par des précipitations annuelles peu élevées de l’ordre de 400 à 500 millimètres, ses marges occidentales (région du Lower Murray Darling en Nouvelle-Galles du Sud, du Dryland en Australie-Méridionale) sont considérées comme appartenant à un climat semi-aride (de 250 à 400 millimètres de précipitations annuelles).
Avant l’arrivée des Européens, les ressources étaient déjà relativement faibles et l’équilibre de l’écosystème fragile. Moins de trente années après l'arrivée des premiers colons, les premiers signes de dégradation environnementale étaient apparus en raison des modifications apportées au milieu naturel : défrichement, mise en culture, pâturage. Aujourd'hui, l'équilibre semble rompu en raison des besoins croissants en eau de l’agriculture (75 % des terres irriguées australiennes sont localisées dans le bassin), de l’industrie et de la consommation urbaine (42 % de la consommation d’eau d’Adélaïde provient des prélèvements du Murray déjà sérieusement affaibli dans sa partie amont, d’où un débit dérisoire à l’embouchure inférieur à 1 m3/s). L’activité agricole se révèle de loin le principal facteur de déséquilibre avec 90 % du prélèvement des eaux de surface (86 % des eaux du bassin ne s’écoulent pas vers l’aval). Cette surexploitation de l'eau du Murray à laquelle il convient d'ajouter le rejet de divers effluents, la déforestation et la monoculture  entraînent toute une série de conséquences graves dans l'ensemble du bassin : dégradation de qualité des eaux par eutrophisation, salinisation ou turbidité, diminution de la fertilité voire stérilisation des sols par salinisation, acidification et érosion et par voie de conséquence, mise en péril de la biodiversité animale et végétale des cours d'eau. Le constat est alarmant ; si rien n'est fait, l'ensemble des terres irriguées le long du Murray seront inutilisables vers 2010[Passage à actualiser] en raison d'une trop forte teneur en sel.

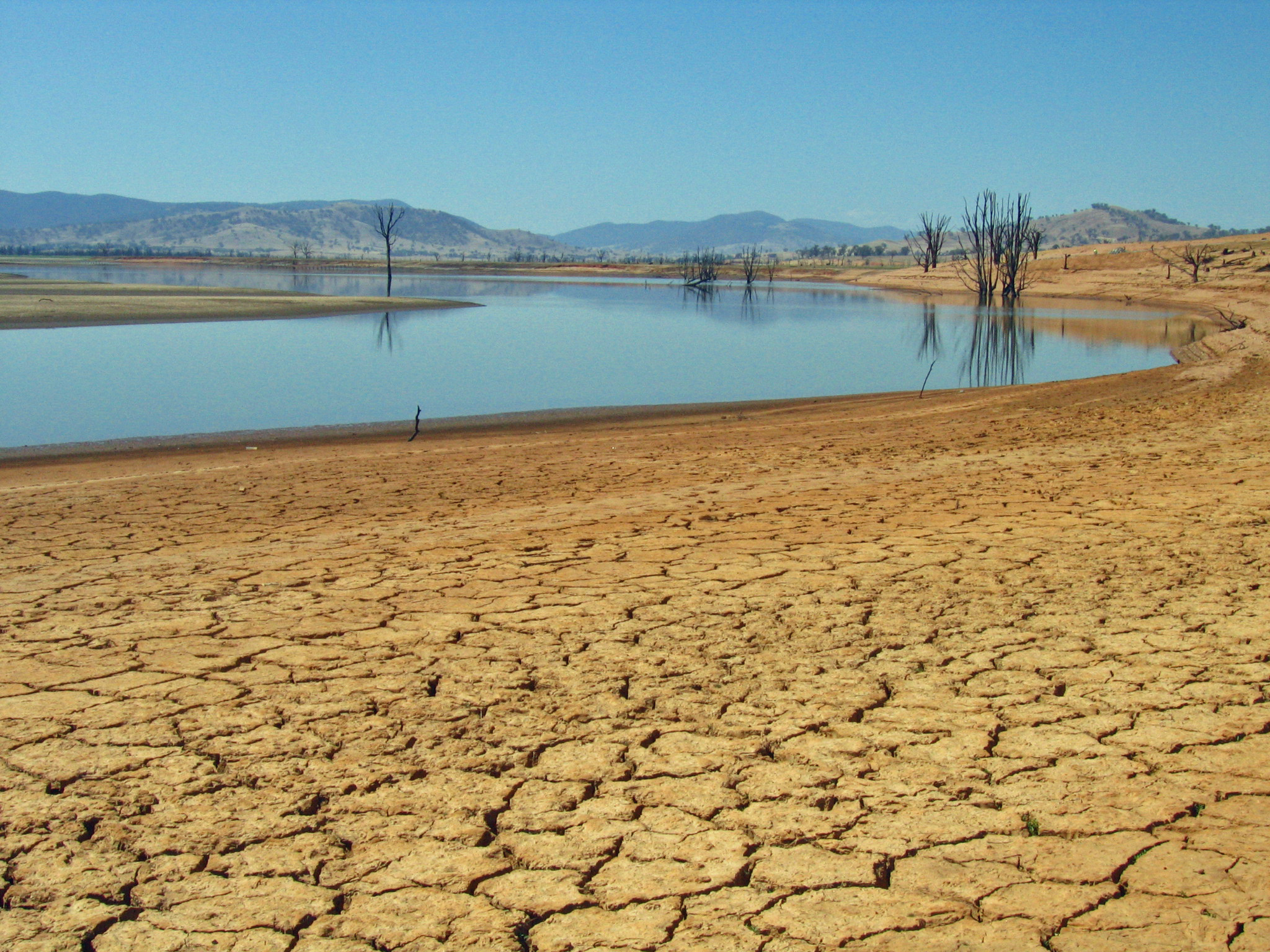
Une des conséquences de la surexploitation des eaux du bassin Murray-Darling, le niveau dramatiquement bas du lac Hume près de Tallangatta.

Depuis 1987 a été mis en place, pour faire face à ce défi, le Murray-Darling Basin Agreement auquel adhèrent des représentants du gouvernement fédéral, des États de Nouvelle-Galles du Sud, du Victoria, d'Australie-Méridionale et à partir 1992, du Queensland. Cet organisme a pour mission d'optimiser l'utilisation de l'eau d'un point de vue économique tout en respectant certaines contraintes environnementales : amélioration de la qualité des eaux (niveau de salinité, pollution biochimique), maintien d'un débit naturel acceptable des cours d'eau, protection de la biodiversité terrestre et de l'écosystème fluvial. Les objectifs fixés, les centaines de millions de dollars australiens dépensés, l'adoption du Basin Salinity Management Strategy couvrant la période 2001-2015 se heurtent aux rivalités entre les États et les résultats ne sont pas encore à la hauteur du défi à relever.
D'autres initiatives ont été mises en place afin de protéger les milieux naturels et les espèces menacées. On peut par exemple citer les mesures de protections des marais et des zones humides du bassin dont plusieurs figurent sur la Convention relative aux zones humides d'importance internationale depuis 1971 (notamment les forêts de Barmah et de Gunbower, le Riverland et le Coorong). Certaines espèces piscicoles sont également protégées via la Native Fish Strategy qui vise à réhabiliter les espèces endémiques de poissons. L'objectif de cette stratégie est d'atteindre, en cinquante ans, une population équivalente à 60 % de celle qui préexistait avant l'arrivée des Européens. La protection des territoires passe également par l'inscription de certains sites sur le registre des Parcs Nationaux (comme le Coorong et la montagne Burrowa-Pine) ou sur celui du patrimoine national, comme la forêt de Barmah. À plus grande échelle, des projets locaux ont permis de préserver ou de sauver des lieux importants sur le plan naturel mais aussi culturel. Ainsi, le Mungabareena Reserve Wiradjuri Reconciliation Project a permis, avec la collaboration d'Aborigènes et de non-Aborigènes, de réhabiliter, par l'abandon de l'élevage et la replantation de végétation endémique, 42 hectares du lit majeur du Murray, lieu traditionnel de rassemblement et de cérémonies des populations non européennes.

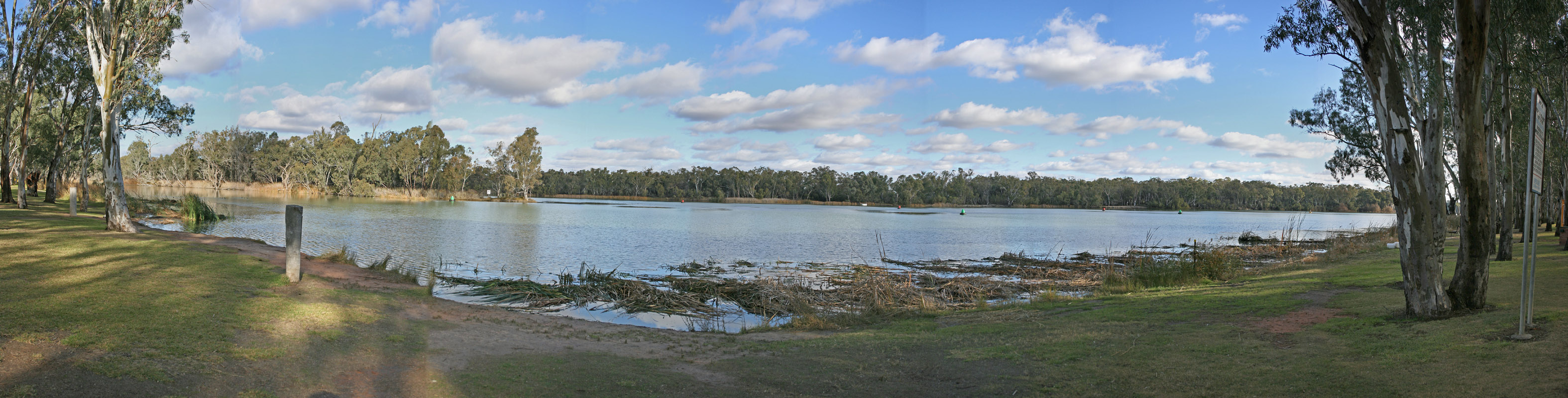
La confluence du Murray et du Darling à Wentworth.

En 2019, des millions de poissons ont été retrouvés morts dans le Sud-Est du pays le long du bassin de Murray-Darling en raison de leur asphyxie par une bactérie mangeuse d’algues. La très mauvaise gestion de l’eau par les autorités locales et nationales en serait davantage la cause que la sécheresse, qui est une conséquence supplémentaire.